# Анна Елеанора фон Щолберг-Вернигероде
Анна Елеонора фон Щолберг-Вернигероде (на немски: Anna Eleanore zu Stolberg-Wernigerode; * 26 март 1651 в Илзенбург; † 27 януари 1690 в Кьотен) е графиня от Щолберг-Вернигероде-Ортенберг и чрез женитба княгиня на Анхалт-Кьотен.
Тя е дъщеря на граф Хайнрих Ернст фон Щолберг и съпругата му графиня Анна Елизабет фон Щолберг-Вернигероде-Ортенберг, дъщеря на граф Хайнрих Фолрад цу Щолберг-Вернигероде и втората му съпруга Маргарета фон Золмс-Лаубах.
Анна Елеонора се омъжва на 23 март 1670 г. в Илзенбург за княз
Емануел фон Анхалт-Кьотен (1631 – 1670]]. Те имат един син, който е роден (постум) шест месеца след смъртта на нейния съпруг.

- Емануел Лебрехт (1671 – 1704), княз на Анхалт-Кьотен

∞ 1692 Гизела Агнес фон Рат, „графиня на Нинбург“
След смъртта на нейния съпруг на 8 ноември 1670 г. Анна Елеонора поема регентството за техния син и управлява 19 години княжеството до смъртта си на 38 години на 27 януари 1690 г. в Кьотен. Погребана е до съпруга си в княжеската гробница в църквата Св. Якоб в Кьотен.